# Derek Mahon
Derek Mahon (Belfast, 23 de noviembre de 1941-Cork, 1 de octubre de 2020) fue un poeta norirlandés.

## Biografía
Mahon fue hijo único de una familia protestante de la clase obrera. Su padre trabajaba en la constructora Harland and Wolff y su madre en una empresa textil. El autor afirmó que durante su niñez fue algo soñador y solitario. Se interesó por la literatura desde edad temprana. Asistió al colegio de primaria Skegoneil, y después al Institución Académica Real de Belfast. Publicó algunas obras en las revistas de la escuela. Según el crítico Hugh Haughton, sus primeros poemas eran de una gran calidad para un chico de su edad.[cita requerida]
Estudió en el Trinity College de Dublín. Allí editó la revista Icarus, e hizo amistad con escritores como Michael Longley, Eavan Boland y Brendan Kennelly, lo que hizo que perdiera gran parte de su retraimiento. Dejó el Trinity College en 1965, para estudiar en la Sorbona de París.[cita requerida]
Abandonó esta universidad un año más tarde, para buscarse la vida en Canadá y los Estados Unidos. En 1967 publicó el primer libro de poemas Night Crossing. Enseñó en un colegio de Dublín y también trabajó en Londres como periodista independiente. Estableció su residencia en Kinsale County, Cork. En 2007 obtuvo el premio de literatura David Cohen.[cita requerida]
Falleció el 1 de octubre de 2020 a los setenta y ocho años, en Cork.

## Estilo
Dueño de una sólida educación y grandes conocimientos literarios, Mahon aportó a la tumultuosa Irlanda del Norte una voz poética seria, moderada e incluso comedida. En la era del verso libre utilizó a menudo metros y ritmos clásicos, a través de adaptación del antiguo pentámetro yámbico, recordando mucho al sprung foot de Gerard Manley Hopkins. Algunos de sus poemas incluso llevan rima. Ha cultivado también el género de la écfrasis, la reinterpretación poética del arte visual. A ese respecto ha estado interesado en el arte holandés y el arte flamenco del siglo XVII.[cita requerida]
Mahon ha sido citado como influencia decisiva por muchos poetas irlandeses, entre los cuales se encuentran Seamus Heaney, Eavan Boland y Eamon Grennan.[cita requerida]

## Premios
- 1990, Premio Lannan Literario de Poesía.[1]
- 1992, Premio de poesía Irish Times-Aer Lingus.[1]
- 2006,  Premio Irish Times Poetry Now, por la obra Harbour Lights.[3]
- 2007, Premio David Cohen de Literatura.[1]
- 2009,  Premio Irish Times Poetry Now, por la obra Life on Earth.[3]
- 2019, Premio Irish Times Poetry Now, por la obra Against the Clock.[4][1]

## Obras publicadas

### Poesía
- 1965: Twelve Poems. Festival Publications, Belfast
- 1968: Night-Crossing. Oxford University Press
- 1970: Ecclesiastes Phoenix Pamphlet Poets
- 1970: Beyond Howth Head. Dolmen Press
- 1972: Lives. Oxford University Press
- 1975: The Snow Party. Oxford University Press
- 1977: In Their Element. Arts Council of Northern Ireland
- 1979: Poems 1962-1978. Oxford University Press
- 1981: Courtyards in Delft. Gallery Press
- 1982: The Hunt By Night. Oxford University Press
- 1985: Antarctica. Gallery Press
- 1990: The Chinese Restaurant in Portrush: Selected Poems. Gallery Press
- 1991: Selected Poems. Viking
- 1992: The Yaddo Letter. Gallery Press
- 1995: The Hudson Letter. Gallery Press
- 1997: The Yellow Book. Gallery Press
- 1999: Collected Poems. Gallery Press
- 2001: Selected Poems. Penguin
- 2005: Harbour Lights. Gallery Press
- 2007: Somewhere the Wave. Gallery Press

### Traducciones al inglés
- 1982: The Chimeras (versión de Les Chimères, de Gérard de Nerval), Gallery Press
- 1985: High Time (Molière: Escuela de maridos), Gallery Press
- 1988: The Selected Poems of Philippe Jaccottet, Viking, 1988.
- 1996: Las Bacantes de Eurípides y Fedra, de Jean Racine Phaedra, Gallery Press
- 2002: Birds (versión de Pájaros de Saint-John Perse), Gallery Press
- 2004: Cyrano de Bergerac. (Edmond Rostand), Gallery Press
- 2005: Oedipus de Sófocles, Gallery Press
- 2006: Adaptations (Versiones libres de poetas como Pier Paolo Pasolini, Juvenal, Bertolt Brecht, Paul Valéry, Baudelaire, Rilke y Nuala Ní Dhomhnaill), Gallery Press

### Prosa
- 1996: Journalism: selected prose, 1970-1995. Ed. Terence Brown. Gallery Press